# NGC 3020
NGC 3020 is een balkspiraalstelsel in het sterrenbeeld Leeuw. Het hemelobject werd op 19 maart 1784 ontdekt door de Duits-Britse astronoom William Herschel.

## Synoniemen
- UGC 5271
- MCG 2-25-45
- ZWG 63.82
- IRAS 09474+1302
- PGC 28296